# Fedele De Novellis
Fedele De Novellis (Belvedere Marittimo, 15 dicembre 1854 – Roma, 21 maggio 1929) è stato un diplomatico e politico italiano.
Entrato inizialmente nell'amministrazione dell'interno, è stato per circa un anno funzionario della prefettura di Roma. Passato in seguito alla carriera diplomatica per molti anni ha svolto le funzioni di inviato straordinario e ministro plenipotenziario a Belgrado e Costantinopoli, con un breve intervallo tra le due sedi a Lisbona. Nel 1892, destinato all'ambasciata italiana di Berlino, rinuncia in favore dell'elezione a deputato. Riconfermato per le successive cinque legislature siede a sinistra ed è tra i deputati che fanno capo a Giuseppe Marcora. Al termine della sesta, nel 1912, non si ricandida per accettare la nomina ad ambasciatore italiano in Svezia, conclusiva della sua carriera, cui segue poco più di un anno dopo la nomina a senatore a vita. Fece parte della Massoneria.